# Evolvulus speciosus
Evolvulus speciosus är en vindeväxtart som beskrevs av Stefano Moricand. Evolvulus speciosus ingår i släktet Evolvulus och familjen vindeväxter. Inga underarter finns listade i Catalogue of Life.